# MonoDevelop
MonoDevelop is een vrije software-ontwikkelomgeving voor Windows, Mac en Linux. MonoDevelop is vooral gericht op software die gebruikmaakt van de opensource-implementatie van het .NET Framework, namelijk Mono.
In oktober 2021 werd aangekondigd dat het project gearchiveerd werd (op GitHub) omdat het niet langer onderhouden werd.

## Functies
- Auto-aanvulling
- Ondersteunde programmeertalen: C#, Java, Boo, Visual Basic.NET, Oxygene, CIL, Python, Vala, C en C++